# Canoë-kayak aux Jeux olympiques d'été de 2012
Navigation
Pékin 2008 Rio de Janeiro 2016
Les compétitions de Canoë-kayak des Jeux olympiques d'été de 2012 organisés à  Londres (Royaume-Uni), se déroulent au Lee Valley White Water Centre et au Dorney Lake du 29 juillet au 11 août 2012.

## Organisation

### Qualifications
330 athlètes sont attendus pour participer à ces épreuves.
La course en ligne disputée en 2008 sur 500 mètres est réduite à 200 mètres. Le C2 masculin (sur 500 mètres) est remplacée par le K1 féminin (sur 200 mètres). Pour la première fois, les femmes auront donc deux épreuves en ligne individuelles en canoë.
Un nouveau système de qualification a été mis en place pour les deux épreuves (slalom et course en ligne) lors de ces Jeux. Les quotas ont été fixés pour chaque événement par la Fédération internationale de canoë en juillet 2010.

#### Course en ligne
Par le biais des qualifications, 248 athlètes gagnent leur place pour ces JO, soit 156 hommes et 87 femmes. La Grande-Bretagne en tant que nation hôte bénéficie d'office d'une place dans l'épreuve du K1 1 000 mètres messieurs, C1 1 000 mètres messieurs et K1 500 mètres dames. D'autres céistes britanniques peuvent encore se qualifier par le biais des championnats du monde 2011. Enfin, deux places seront attribuées par la commission tripartite. Chaque pays peut engager au maximum un bateau par épreuves.

#### Slalom
Le pays organisateur, la Grande-Bretagne a le droit d'engager un bateau à chaque épreuve.
Pour les compétitions de slalom, les hommes se mesureront sur trois épreuves : C1, C2, et K1 et les femmes sur le K1 uniquement. Par le biais des qualifications, 77 athlètes gagneront leur place pour ces JO, soit 57 hommes et 20 femmes. La Grande-Bretagne pourra engager 5 céistes qui sont automatiquement qualifiés. Chaque pays peut engager au maximum un bateau par épreuves, sauf pour l'épreuve C2 hommes où un pays peut engager un deuxième bateau.

### Site des compétitions
Le Dorney Lake accueillera les épreuves en ligne et le Lee Valley White Water Centre les slaloms.

### Calendrier
Les compétitions sont programmées du 29 juillet au 2 août pour les épreuves slalom et du 6 au 11 août pour les courses en ligne.
| ↓ Compétition / Date → | ↓ Compétition / Date → | ↓ Compétition / Date → | 29 | 30 | 31 | 31 | 1 | 1 | 2 | 2 | 6 | 6 | 7 | 7 | 8 | 9 | 10 | 10 | 11 |
| ---------------------- | ---------------------- | ---------------------- | -- | -- | -- | -- | - | - | - | - | - | - | - | - | - | - | -- | -- | -- |
| Slalom                 | hommes                 | K1                     | S  |    |    |    | ½ | F |   |   |   |   |   |   |   |   |    |    |    |
| Slalom                 | hommes                 | C1                     | S  |    | ½  | F  |   |   |   |   |   |   |   |   |   |   |    |    |    |
| Slalom                 | hommes                 | C2                     |    | S  |    |    |   |   | ½ | F |   |   |   |   |   |   |    |    |    |
| Slalom                 | femmes                 | K1                     |    | S  |    |    |   |   | ½ | F |   |   |   |   |   |   |    |    |    |
| Course en ligne        | hommes                 | K1 1 000 mètres        |    |    |    |    |   |   |   |   | S | ½ |   |   | F |   |    |    |    |
| Course en ligne        | hommes                 | K2 1 000 mètres        |    |    |    |    |   |   |   |   | S | ½ |   |   | F |   |    |    |    |
| Course en ligne        | hommes                 | C1 1 000 mètres        |    |    |    |    |   |   |   |   | S | ½ |   |   | F |   |    |    |    |
| Course en ligne        | hommes                 | K4 1 000 mètres        |    |    |    |    |   |   |   |   |   |   | S | ½ |   | F |    |    |    |
| Course en ligne        | hommes                 | C2 1 000 mètres        |    |    |    |    |   |   |   |   |   |   | S | ½ |   | F |    |    |    |
| Course en ligne        | hommes                 | K1 200 mètres          |    |    |    |    |   |   |   |   |   |   |   |   |   |   | S  | ½  | F  |
| Course en ligne        | hommes                 | K2 200 mètres          |    |    |    |    |   |   |   |   |   |   |   |   |   |   | S  | ½  | F  |
| Course en ligne        | hommes                 | C1 200 mètres          |    |    |    |    |   |   |   |   |   |   |   |   |   |   | S  | ½  | F  |
| Course en ligne        | femmes                 | K4 500 mètres          |    |    |    |    |   |   |   |   | S | ½ |   |   | F |   |    |    |    |
| Course en ligne        | femmes                 | K1 500 mètres          |    |    |    |    |   |   |   |   |   |   | S | ½ |   | F |    |    |    |
| Course en ligne        | femmes                 | K2 500 mètres          |    |    |    |    |   |   |   |   |   |   | S | ½ |   | F |    |    |    |
| Course en ligne        | femmes                 | K1 200 mètres          |    |    |    |    |   |   |   |   |   |   |   |   |   |   | S  | ½  | F  |

| S | Séries |  | ½ | Demi-finales |  | F | Finale |

## Podiums

### Hommes
| Épreuve                          | Or                                                         | Or             | Argent                                                         | Argent            | Bronze                                                               | Bronze         |
| -------------------------------- | ---------------------------------------------------------- | -------------- | -------------------------------------------------------------- | ----------------- | -------------------------------------------------------------------- | -------------- |
| Slalom                           |                                                            |                |                                                                |                   |                                                                      |                |
| C1 résultats détaillés           | Tony Estanguet France                                      | 97 s 06        | Sideris Tasiadis Allemagne                                     | 98 s 09           | Michal Martikán Slovaquie                                            | 98 s 31        |
| C2 résultats détaillés           | Grande-Bretagne Timothy Baillie Etienne Stott              | 106 s 41       | Grande-Bretagne David Florence Richard Hounslow                | 106 s 77          | Slovaquie Pavol Hochschorner Peter Hochschorner                      | 108 s 28       |
| K1 résultats détaillés           | Daniele Molmenti Italie                                    | 93 s 43        | Vavřinec Hradílek République tchèque                           | 94 s 78           | Hannes Aigner Allemagne                                              | 94 s 92        |
| Course en ligne                  |                                                            |                |                                                                |                   |                                                                      |                |
| C1 - 200 m résultats détaillés   | Yuriy Cheban Ukraine                                       | 42 s 291       | Jevgenij Shuklin Lituanie Ivan Shtyl Russie                    | 42 s 792 42 s 853 | Sete Benavides Espagne                                               | 43 s 038       |
| C1 - 1 000 m résultats détaillés | Sebastian Brendel Allemagne                                | 3 min 47 s 176 | David Cal Espagne                                              | 3 min 48 s 053    | Mark Oldershaw Canada                                                | 3 min 48 s 502 |
| C2 - 1 000 m résultats détaillés | Allemagne Peter Kretschmer Kurt Kuschela                   | 3 min 33 s 804 | Biélorussie Aliaksandr Bahdanovich Andrei Bahdanovich          | 3 min 35 s 206    | Russie Alexey Korovashkov Ilya Pervukhin                             | 3 min 36 s 414 |
| K1 - 200 m résultats détaillés   | Ed McKeever Grande-Bretagne                                | 36 s 246       | Saúl Craviotto Espagne                                         | 35 s 540          | Mark de Jonge Canada                                                 | 36 s 657       |
| K1 - 1 000 m résultats détaillés | Eirik Verås Larsen Norvège                                 | 3 min 26 s 462 | Adam van Koeverden Canada                                      | 3 min 27 s 170    | Max Hoff Allemagne                                                   | 3 min 27 s 759 |
| K2 - 200 m résultats détaillés   | Russie Aleksandr Dyachenko Yury Postrigay                  | 33 s 507       | Biélorussie Vadzim Makhneu Raman Piatrushenka                  | 34 s 266          | Grande-Bretagne Liam Heath Jon Schofield                             | 34 s 421       |
| K2 - 1 000 m résultats détaillés | Hongrie Rudolf Dombi Roland Kökény                         | 3 min 9 s 646  | Portugal Fernando Pimenta Emanuel Silva                        | 3 min 9 s 699     | Allemagne Martin Hollstein Andreas Ihle                              | 3 min 10 s 117 |
| K4 - 1 000 m résultats détaillés | Australie Jacob Clear Dave Smith Tate Smith Murray Stewart | 2 min 55 s 085 | Hongrie Zoltán Kammerer Tamás Kulifai Dániel Pauman Dávid Tóth | 2 min 55 s 699    | République tchèque Josef Dostál Daniel Havel Lukáš Trefil Jan Štĕrba | 2 min 55 s 850 |

- Jevgenij Shuklin qui s'est classé 2e de l'épreuve de C-1 200 m, est disqualifié par le CIO le 12 juin 2019 pour dopage après réanalyse de ses échantillons (présence de déhydrochlorméthyltestostérone ou oral-turinabol)[3].

### Femmes
| Épreuve                        | Or                                                                   | Or             | Argent                                                                         | Argent         | Bronze                                                                  | Bronze         |
| ------------------------------ | -------------------------------------------------------------------- | -------------- | ------------------------------------------------------------------------------ | -------------- | ----------------------------------------------------------------------- | -------------- |
| Slalom                         |                                                                      |                |                                                                                |                |                                                                         |                |
| K1 résultats détaillés         | Émilie Fer France                                                    | 105 s 90       | Jessica Fox Australie                                                          | 106 s 51       | Maialen Chourraut Espagne                                               | 106 s 87       |
| Course en ligne                |                                                                      |                |                                                                                |                |                                                                         |                |
| K1 - 200 m résultats détaillés | Lisa Carrington Nouvelle-Zélande                                     | 44 s 638       | Inna Osypenko Ukraine                                                          | 45 s 053       | Natasa Dusev-Janics Hongrie                                             | 45 s 128       |
| K1 - 500 m résultats détaillés | Danuta Kozák Hongrie                                                 | 1 min 51 s 456 | Inna Osypenko Ukraine                                                          | 1 min 52 s 685 | Bridgette Hartley Afrique du Sud                                        | 1 min 52 s 923 |
| K2 - 500 m résultats détaillés | Allemagne Tina Dietze Franziska Weber                                | 1 min 42 s 213 | Hongrie Natasa Dusev-Janics Katalin Kovács                                     | 1 min 43 s 278 | Pologne Beata Mikołajczyk Karolina Naja                                 | 1 min 44 s 000 |
| K4 - 500 m résultats détaillés | Hongrie Kristina Fazekas Katalin Kovács Danuta Kozák Gabriella Szabó | 1 min 30 s 827 | Allemagne Tina Dietze Carolin Leonhardt Katrin Wagner-Augustin Franziska Weber | 1 min 31 s 298 | Biélorussie Volha Khudzenka Iryna Pamialova Nadzeya Papok Maryna Pautar | 1 min 31 s 400 |

## Tableau des médailles
- Pays organisateur (Royaume-Uni)

| Rang  | Nation             | Or | Argent | Bronze | Total |
| ----- | ------------------ | -- | ------ | ------ | ----- |
| 1     | Allemagne          | 3  | 2      | 3      | 8     |
| 2     | Hongrie            | 3  | 2      | 1      | 6     |
| 3     | Grande-Bretagne    | 2  | 1      | 1      | 4     |
| 4     | France             | 2  | 0      | 0      | 2     |
| 5     | Ukraine            | 1  | 2      | 0      | 3     |
| 6     | Russie             | 1  | 1      | 1      | 3     |
| 7     | Australie          | 1  | 1      | 0      | 2     |
| 8     | Italie             | 1  | 0      | 0      | 1     |
| 8     | Nouvelle-Zélande   | 1  | 0      | 0      | 1     |
| 8     | Norvège            | 1  | 0      | 0      | 1     |
| 11    | Biélorussie        | 0  | 2      | 1      | 3     |
| 11    | Espagne            | 0  | 2      | 1      | 3     |
| 13    | Canada             | 0  | 1      | 2      | 3     |
| 14    | République tchèque | 0  | 1      | 1      | 2     |
| 15    | Portugal           | 0  | 1      | 0      | 1     |
| 16    | Slovaquie          | 0  | 0      | 2      | 2     |
| 17    | Pologne            | 0  | 0      | 1      | 1     |
| 17    | Afrique du Sud     | 0  | 0      | 1      | 1     |
| Total | Total              | 16 | 16     | 15     | 47    |